# Élections législatives de 1910 dans l'Aisne
Les élections législatives françaises de 1910 se déroulent les 24 avril et 8 mai 1910. Dans le département de l'Aisne, huit députés sont à élire dans le cadre de huit circonscriptions.

## Élus
|   | Circonscription | Député sortant   |  | Parti       | Député élu ou réélu |  | Parti       |
| - | --------------- | ---------------- |  | ----------- | ------------------- |  | ----------- |
| = | Château-Thierry | Amédée Couesnon  |  | PRRRS       | Amédée Couesnon     |  | PRRRS       |
| = | Laon-1          | Jules Pasquier   |  | ALP         | Ernest Ganault      |  | Rad. indep. |
| = | Laon-2          | Paul Doumer      |  | Rad. indep. | André Castelin      |  | Cons.       |
| = | Saint-Quentin-1 | Frédéric Hugues  |  | AD          | Louis Ringuier      |  | SFIO        |
| = | Saint-Quentin-2 | Jules Desjardins |  | ALP         | Jules Desjardins    |  | ALP         |
| = | Soissons        | Émile Magniaudé  |  | PRRRS       | Émile Magniaudé     |  | PRRRS       |
| = | Vervins-1       | Pascal Ceccaldi  |  | PRRRS       | Pascal Ceccaldi     |  | PRRRS       |
| = | Vervins-2       | Albert Hauet     |  | Rad. indep. | Albert Hauet        |  | Rad. indep. |

## Résultats

### Résultats à l'échelle du département
| Parti          | Parti                 | Premier tour | Premier tour | Second tour | Second tour | Sièges |
| Parti          | Parti                 | Voix         | %            | Voix        | %           | Sièges |
| -------------- | --------------------- | ------------ | ------------ | ----------- | ----------- | ------ |
|                | Parti radical         | 26 174       | 20,98        | 16 484      | 21,79       | 3      |
|                | Radicaux indépendants | 33 237       | 26,64        | 8 277       | 10,94       | 2      |
|                | Gauche radicale       | 59 411       | 47,63        | 24 761      | 32,73       | 5      |
|                |                       |              |              |             |             |        |
|                | ALP                   | 20 280       | 16,26        | 15 540      | 20,54       | 1      |
|                | FR                    | 13 533       | 10,85        | 8 625       | 11,40       | 0      |
|                | Conservateur          | 8 385        | 6,72         | 9 357       | 12,37       | 1      |
|                | AD                    | 4 079        | 3,27         | -           | -           | 0      |
|                | Centre et Droite      | 46 277       | 37,10        | 33 522      | 44,31       | 2      |
|                |                       |              |              |             |             |        |
|                | SFIO                  | 18 605       | 14,91        | 17 368      | 22,96       | 1      |
|                | Gauche socialiste     | 18 605       | 14,91        | 17 368      | 22,96       | 1      |
|                |                       |              |              |             |             |        |
|                | Divers                | 451          | 0,36         | -           | -           | 0      |
|                |                       |              |              |             |             |        |
| Inscrits       | Inscrits              | 153 257      | 100,00       | 100 184     | 100,00      |        |
| Abstentions    | Abstentions           | 26 029       | 16,99        | 21 127      | 21,09       |        |
| Votants        | Votants               | 127 178      | 83,01        | 79 057      | 78,91       |        |
| Blancs et nuls | Blancs et nuls        | 2 434        | 1,91         | 3 406       | 4,31        |        |
| Exprimés       | Exprimés              | 124 744      | 98,09        | 75 651      | 95,69       |        |

### Résultats par circonscription

#### Circonscription de Château-Thierry
- Député sortant : Amédée Couesnon (PRRRS), réélu.

|                  | Amédée Couesnon* | PRRRS          | 7 032  | 52,40  |  |  |
|                  | Eugène Hugot     | Rad. indep.    | 3 980  | 29,66  |  |  |
|                  | Emile Salé       | Rad. indep.    | 2 409  | 17,95  |  |  |
|                  |                  |                |        |        |  |  |
| Inscrits         | Inscrits         | Inscrits       | 16 845 | 100,00 |  |  |
| Abstentions      | Abstentions      | Abstentions    | 3 259  | 19,35  |  |  |
| Votants          | Votants          | Votants        | 13 586 | 80,65  |  |  |
| Blancs et nuls   | Blancs et nuls   | Blancs et nuls | 165    | 1,21   |  |  |
| Exprimés         | Exprimés         | Exprimés       | 13 421 | 98,79  |  |  |
| * député sortant |                  |                |        |        |  |  |

#### Première circonscription de Laon
- Député sortant : Jules Pasquier (ALP).
- Député élu : Ernest Ganault (Rad. indep.).

|                  | Ernest Ganault  | Rad. indep.    | 8 775  | 51,30  |  |  |
|                  | Jules Pasquier* | ALP            | 8 278  | 48,40  |  |  |
|                  |                 | Divers         | 51     | 0,30   |  |  |
|                  |                 |                |        |        |  |  |
| Inscrits         | Inscrits        | Inscrits       | 21 319 | 100,00 |  |  |
| Abstentions      | Abstentions     | Abstentions    | 3 762  | 17,65  |  |  |
| Votants          | Votants         | Votants        | 17 557 | 82,35  |  |  |
| Blancs et nuls   | Blancs et nuls  | Blancs et nuls | 453    | 2,58   |  |  |
| Exprimés         | Exprimés        | Exprimés       | 17 104 | 97,42  |  |  |
| * député sortant |                 |                |        |        |  |  |

#### Seconde circonscription de Laon
- Député sortant : Paul Doumer (Rad. indep.).
- Député élu : André Castelin (Conservateur).

| Candidat         | Candidat       | Parti          | Premier tour | Premier tour | Second tour | Second tour |
| Candidat         | Candidat       | Parti          | Voix         | %            | Voix        | %           |
| ---------------- | -------------- | -------------- | ------------ | ------------ | ----------- | ----------- |
|                  | André Castelin | Cons.          | 8 385        | 47,77        | 9 357       | 53,02       |
|                  | Paul Doumer*   | Rad. indep.    | 8 008        | 45,62        | 8 277       | 46,90       |
|                  | M. Fancony     | Rad. indep.    | 565          | 3,22         |             |             |
|                  | M. Piot-Christ | Rad. indep.    | 552          | 3,14         |             |             |
|                  | Charles Quizy  | Divers         | 44           | 0,25         | 13          | 0,08        |
|                  |                |                |              |              |             |             |
| Inscrits         | Inscrits       | Inscrits       | 22 365       | 100,00       | 22 622      | 100,00      |
| Abstentions      | Abstentions    | Abstentions    | 4 200        | 18,78        | 4 460       | 19,72       |
| Votants          | Votants        | Votants        | 18 165       | 81,22        | 18 162      | 80,28       |
| Blancs et nuls   | Blancs et nuls | Blancs et nuls | 611          | 3,36         | 515         | 2,84        |
| Exprimés         | Exprimés       | Exprimés       | 17 554       | 96,64        | 17 647      | 97,16       |
| * député sortant |                |                |              |              |             |             |

#### Première circonscription de Saint-Quentin
- Député sortant : Frédéric Hugues (AD).
- Député élu : Louis Ringuier (SFIO).

| Candidat         | Candidat         | Parti          | Premier tour | Premier tour | Second tour | Second tour |
| Candidat         | Candidat         | Parti          | Voix         | %            | Voix        | %           |
| ---------------- | ---------------- | -------------- | ------------ | ------------ | ----------- | ----------- |
|                  | Louis Ringuier   | SFIO           | 7 967        | 44,40        | 10 012      | 55,77       |
|                  | Abbé Bordron     | ALP            | 5 640        | 31,43        | 7 940       | 44,23       |
|                  | Frédéric Hugues* | AD             | 4 079        | 22,73        |             |             |
|                  | M. Deynaud       | Divers         | 258          | 1,44         |             |             |
|                  |                  |                |              |              |             |             |
| Inscrits         | Inscrits         | Inscrits       | 22 712       | 100,00       | 22 703      | 100,00      |
| Abstentions      | Abstentions      | Abstentions    | 4 440        | 19,55        | 4 225       | 18,61       |
| Votants          | Votants          | Votants        | 18 272       | 80,45        | 18 478      | 81,39       |
| Blancs et nuls   | Blancs et nuls   | Blancs et nuls | 328          | 1,80         | 526         | 2,85        |
| Exprimés         | Exprimés         | Exprimés       | 17 944       | 98,20        | 17 952      | 97,15       |
| * député sortant |                  |                |              |              |             |             |

#### Seconde circonscription de Saint-Quentin
- Député sortant : Jules Desjardins (ALP), réélu.

| Candidat         | Candidat          | Parti          | Premier tour | Premier tour | Second tour | Second tour |
| Candidat         | Candidat          | Parti          | Voix         | %            | Voix        | %           |
| ---------------- | ----------------- | -------------- | ------------ | ------------ | ----------- | ----------- |
|                  | Jules Desjardins* | ALP            | 6 362        | 41,67        | 7 704       | 50,82       |
|                  | Georges Devraigne | SFIO           | 4 381        | 28,70        | 7 118       | 49,18       |
|                  | Edgar Dhéry       | PRRRS          | 3 814        | 24,98        | Retrait     | Retrait     |
|                  | Emile Brisse      | Rad. indep.    | 640          | 4,19         |             |             |
|                  | M. Quarré         | Divers         | 69           | 0,45         |             |             |
|                  |                   |                |              |              |             |             |
| Inscrits         | Inscrits          | Inscrits       | 17 976       | 100,00       | 17 872      | 100,00      |
| Abstentions      | Abstentions       | Abstentions    | 2 472        | 13,75        | 2 563       | 14,34       |
| Votants          | Votants           | Votants        | 15 504       | 86,25        | 15 309      | 85,66       |
| Blancs et nuls   | Blancs et nuls    | Blancs et nuls | 238          | 1,54         | 353         | 2,31        |
| Exprimés         | Exprimés          | Exprimés       | 15 266       | 98,46        | 14 956      | 97,69       |
| * député sortant |                   |                |              |              |             |             |

#### Circonscription de Soissons
- Député sortant : Émile Magniaudé  (PRRRS), réélu.

| Candidat         | Candidat         | Parti          | Premier tour | Premier tour | Second tour | Second tour |
| Candidat         | Candidat         | Parti          | Voix         | %            | Voix        | %           |
| ---------------- | ---------------- | -------------- | ------------ | ------------ | ----------- | ----------- |
|                  | Émile Magniaudé* | PRRRS          | 8 639        | 49,74        | 9 264       | 84,22       |
|                  | Léon Chenebenoit | FR             | 7 175        | 41,31        | 1 736       | 15,78       |
|                  | Arthur Chobeaux  | SFIO           | 1 555        | 8,95         |             |             |
|                  |                  |                |              |              |             |             |
| Inscrits         | Inscrits         | Inscrits       | 20 871       | 100,00       | 20 874      | 100,00      |
| Abstentions      | Abstentions      | Abstentions    | 3 314        | 15,88        | 8 037       | 38,50       |
| Votants          | Votants          | Votants        | 17 557       | 84,12        | 12 837      | 61,50       |
| Blancs et nuls   | Blancs et nuls   | Blancs et nuls | 188          | 1,07         | 1 837       | 14,31       |
| Exprimés         | Exprimés         | Exprimés       | 17 369       | 98,93        | 11 000      | 85,69       |
| * député sortant |                  |                |              |              |             |             |

#### Première circonscription de Vervins
- Député sortant : Pascal Ceccaldi (PRRRS), réélu.

| Candidat         | Candidat         | Parti          | Premier tour | Premier tour | Second tour | Second tour |
| Candidat         | Candidat         | Parti          | Voix         | %            | Voix        | %           |
| ---------------- | ---------------- | -------------- | ------------ | ------------ | ----------- | ----------- |
|                  | Pascal Ceccaldi* | PRRRS          | 6 689        | 47,26        | 7 220       | 51,17       |
|                  | Émile Villemant  | FR             | 6 358        | 44,92        | 6 889       | 48,83       |
|                  | M. Legris        | SFIO           | 1 079        | 7,62         | Retrait     | Retrait     |
|                  | M. Merlin        | Divers         | 29           | 2,69         |             |             |
|                  |                  |                |              |              |             |             |
| Inscrits         | Inscrits         | Inscrits       | 16 286       | 100,00       | 16 113      | 100,00      |
| Abstentions      | Abstentions      | Abstentions    | 2 017        | 12,38        | 1 842       | 11,43       |
| Votants          | Votants          | Votants        | 14 269       | 87,62        | 14 271      | 88,57       |
| Blancs et nuls   | Blancs et nuls   | Blancs et nuls | 114          | 0,80         | 162         | 1,14        |
| Exprimés         | Exprimés         | Exprimés       | 14 155       | 99,20        | 14 109      | 98,86       |
| * député sortant |                  |                |              |              |             |             |

#### Seconde circonscription de Vervins
- Député sortant : Albert Hauet (Rad. indep.), réélu.

|                  | Albert Hauet*  | Rad. indep.    | 8 308  | 69,63  |  |  |
|                  | Jean Longuet   | SFIO           | 3 623  | 30,37  |  |  |
|                  |                | Divers         | 50     | 0,48   |  |  |
|                  |                |                |        |        |  |  |
| Inscrits         | Inscrits       | Inscrits       | 14 571 | 100,00 |  |  |
| Abstentions      | Abstentions    | Abstentions    | 3 105  | 14,72  |  |  |
| Votants          | Votants        | Votants        | 11 115 | 85,28  |  |  |
| Blancs et nuls   | Blancs et nuls | Blancs et nuls | 495    | 3,98   |  |  |
| Exprimés         | Exprimés       | Exprimés       | 10 400 | 96,02  |  |  |
| * député sortant |                |                |        |        |  |  |

## Rappel des résultats départementaux des élections de 1906

### Élus en 1906
| Circ.            | Élu(e) | Élu(e)      | Élu(e)              | Élu(e)               | Élu(e)               | Battu(e) (seconde place) | Battu(e) (seconde place) | Battu(e) (seconde place) | Battu(e) (seconde place) | Battu(e) (seconde place) |
| Circ.            | Parti  | Parti       | Nom                 | % suffrages exprimés | % suffrages exprimés | Parti                    | Parti                    | Nom                      | % suffrages exprimés     | % suffrages exprimés     |
| Circ.            | Parti  | Parti       | Nom                 | 1er tour             | 2e tour              | Parti                    | Parti                    | Nom                      | 1er tour                 | 2e tour                  |
| ---------------- | ------ | ----------- | ------------------- | -------------------- | -------------------- | ------------------------ | ------------------------ | ------------------------ | ------------------------ | ------------------------ |
| Château-Thierry  |        | PRRRS       | Louis-Emile Morlot* | 65,95 %              | -                    |                          | Cons.                    | Jean Paillet             | 34,05 %                  | -                        |
| Laon-1           |        | ALP         | Jules Pasquier*     | 54,43 %              | -                    |                          | PRRRS                    | M. Debray                | 37,06 %                  | -                        |
| Laon-2           |        | PRRRS       | Paul Doumer*        | 62,63 %              | -                    |                          | ALP                      | M. Camper                | 19,07 %                  | -                        |
| Saint-Quentin-1  |        | FR          | François Hugues*    | 37,40 %              | 53,58 %              |                          | SFIO                     | Onézime-Joseph Caulier   | 43,22 %                  | 46,42 %                  |
| Saint-Quentin-2  |        | ALP         | Jules Desjardins*   | 56,01 %              | -                    |                          | SFIO                     | Georges Devraigne        | 43,99 %                  | -                        |
| Soissons         |        | PRRRS       | Émile Magniaudé*    | 52,29 %              | -                    |                          | ALP                      | Roger Firino             | 47,71 %                  | -                        |
| Vervins-1        |        | PRRRS       | Pascal Ceccaldi     | 32,08 %              | 50,30 %              |                          | ALP                      | M. Villemant             | 47,41 %                  | 49,70 %                  |
| Vervins-2        |        | Rad. indep. | Albert Hauet        | 37,78 %              | 59,88 %              |                          | ALP                      | Jean Caffarelli*         | 32,55 %                  | 40,12 %                  |
| * député sortant |        |             |                     |                      |                      |                          |                          |                          |                          |                          |

Dans la circonscription de Saint-Quentin-1, une élection partielle est organisée au cours de la législature en raison du décès de François Hugues en 1907. Son frère Frédéric Hugues est élu au second tour.